# Archimedean Dynasty
Archimedean Dynasty (en français : Dynastie d'Archimède), titre original : Schleichfahrt (course silencieuse, terme militaire qui désigne un mode de déplacement hyper-silencieux pour un sous-marin) est le précurseur de la série AquaNox, développé par Massive Development et publié par Blue Byte Software en 1996. Prévu pour le joystick et le couple clavier/souris, il s'agit d'un simulateur de combat sous-marin.
Le logo du jeu représente un écran radar rouge à triple balayage. Ce logo fait penser à la fois au trèfle nucléaire, symbole de la guerre nucléaire qui est à l'origine de la création du monde d'Aqua, et à une hélice de sous-marin.
Le joueur incarne Emerald « DeadEye » Flint, un mercenaire qui remplit diverses missions (légales et illégales) pour le compte de seigneurs de guerre et d'amis influents. Il finira par se rallier à une cause plus honorable en combattant les Bionts et en sauvant l'humanité d'Aqua.

## Histoire
L'histoire se déroule autour d'un mercenaire dénommé Emerald « DeadEye » Flint, qui escorte un vaisseau cargo transportant un chargement de soufre. Sur le chemin, un groupe de mercenaires du Shogunate lourdement armé s'attaque au cargo et le pille. Flint survit de justesse à l'assaut, mais il perd tout dans l'attaque. Il est sauvé par Hong Long, une mercenaire ayant une relation d'amour/haine envers lui. Contraint de repartir de zéro, il se rend chez El Topo, influent personnage politique et ami de longue date. Celui-ci lui confie un vieux rafiot, le Hiob, et admet l'avoir mis en danger, car le cargo qu'il escortait ne contenait pas du soufre, mais les plans d'une technologie très convoitée.
C'est à ce moment que le jeu commence. Au début, Flint se voit confier des missions peu importantes : patrouille, déblayage des zones de combat remplies de débris, etc. Au gré de ses voyages entre les stations d'Aqua, il enchaîne les petits boulots, puis l'argent arrivant petit à petit, il achète de nouveaux équipements pour son sous-marin. Flint récupère progressivement son ancien prestige, ainsi qu'un vrai sous-marin, mais reste un mercenaire pour qui l'argent est la motivation principale.
Après bien des missions, Flint rencontre, par hasard, un mystérieux vaisseau-mère naviguant à très haute vitesse. Les différentes puissances d'Aqua vont s'intéresser de près à ce submersible. Au fur et à mesure, de plus en plus de petits vaisseaux d'apparence similaire feront leur apparition, qu'ils surnommeront « Bionts » (probablement l'abréviation de Bio Unit). Leurs attaques sont fréquentes et meurtrières, et ils ont l'étrange capacité d'assimiler les matières métalliques et biologiques (les sous-marins et les cadavres humains). Flint va alors aider à repousser cette menace, et ainsi se consacrer à des objectifs un peu moins égoïstes. Dans une mission, il a pour objectif de paralyser l'un de ces vaisseaux (à l'aide d'une arme à IEM) pour permettre à la Fédération Atlantique de l'analyser. Les scientifiques seront surpris de n'y trouver aucun pilote, mais à la place, un réseau nerveux piloté à distance.
Une autre menace se profile, mais de moindre importance : les Moghs, une secte extrémiste dont les actes de terrorisme répétés sur les zones d'habitation et les sites industriels mettent en peine les autorités. L'intervention du général Cox mettra un terme à cette menace.
Vers la fin du jeu, une grande guerre éclate entre les Humains et les Bionts. Durant cette guerre, toutes les puissances d'Aqua se rallient pour combattre le Survion (abréviation pour Surviving Union), le centre du réseau de commandement des unités Bionts. Il est révélé que l'ensemble des unités Bionts ne forment en réalité qu'une seule et même entité pensante. Celle-ce prétend vouloir supprimer toute forme de vie dénuée de but, car jugées inaptes à vivre avec elle. Flint et Hong Long devront s'unir pour le combat final, se soldant par la destruction du Survion et le sacrifice de Hong Long.

### Personnages
| - Emerald « DeadEye » Flint : le personnage principal - Hong Long : mercenaire - El Topo : un ami de longue date - Perry Lasalle : un scientifique, ami - Fritz Rasmussen : un scientifique, ami - Chris Kruegar : un employeur - Yallah Rangoon : une employeuse - Iwan King : un seigneur de guerre | - Général Cox : un ami - Franco Farelli : un général - Capitaine Bullock : un employeur - Amiral Peacock : un employeur - Amiral Ping : un employeur - Captain Sorrow : un anarchiste - Boris Santiago : un anarchiste - Leo Van der Waal : leader d'EnTrOx |

## Système de jeu
Le jeu se divise en une série de missions primaires et secondaires, ce qui permet au joueur de suivre la trame principale tout en gagnant de l'argent en remplissant des « missions bonus ». Durant les dialogues, plusieurs choix de réplique sont proposés, ce qui permet, à condition de choisir les bonnes répliques, de débloquer les missions secondaires.
Le système économique d'Archimedean Dynasty présente un point particulier, repris dans AquaNox : tout le matériel acheté peut être revendu au même prix. Cela permet au joueur d'améliorer son sous-marin avec les dernières technologies disponibles, sans perdre d'argent. Cependant, la quantité d'argent disponible ne permet jamais d'acheter toutes les dernières technologies en même temps ; le joueur doit donc faire des choix.
Les conditions environnementales sous-marines sont fidèlement reproduites et participent à l'immersion du joueur. Son vaisseau sera confronté à des courants marins moteurs (co-courants) ou résistants (contre-courants), qui influeront sur sa vitesse de déplacement. Le fond marin est accidenté et le rendu du relief est assez convaincant. Le milieu aquatique est sombre et le champ de vision n'excède pas 100 mètres. Les canyons et les fosses marines sont mis à profit pour tendre (ou subir) des embuscades, et les distances à parcourir pour se déplacer d'objectifs en objectifs sont longues et donnent l'impression de se trouver dans un gigantesque labyrinthe.
Enfin, le joueur a l'impossibilité de remonter à la surface des océans, grâce à la mise en place d'une limite de sécurité arbitraire. Dès que le sous-marin franchit cette limite, sa vitesse chute dramatiquement jusqu'à atteindre zéro, et un voyant rouge indique Danger imminent, risque de brèche, en dessous duquel un trèfle nucléaire rouge renversé clignote. On pourrait conclure que les sous-marins ne soient techniquement pas conçus pour remonter dans des eaux à faible pression, mais cette justification est ambiguë, car d'une mission à l'autre, la différence de profondeur peut atteindre 3 000 mètres.

### Manœuvre du sous-marin
Le jeu est prévu à la fois pour le joystick et le couple clavier/souris. Bien que le nombre de contrôles proposés par le jeu soit limité pour un simulateur, la manœuvre du sous-marin n'en reste pas moins complexe. Le HUD joue un rôle majeur, car il informe le joueur de toutes les données nécessaires à la navigation et sert d'interface pour gérer son armement.
Les compas et divers indicateurs sont indispensables pour s'orienter, car le joueur évolue dans une obscurité quasi totale. Le champ de vision et la profondeur de champ sont tous deux très réduits, et la portée des sonars l'est tout autant. La complexité et la portée de ceux-ci évoluent au fil du jeu. Sur le dernier vaisseau, deux sonars bi-dimensionnels longue-portée sont disponibles, en plus d'un sonar 3D à courte portée.
Les touches de raccourcis permettent de basculer l'affichage des écrans du tableau de bord. Le sonar peut, soit afficher la carte 3D, soit un rapport détaillé sur le vaisseau ciblé. L'écran sur l'état du vaisseau affiche, soit l'état du blindage, soit les dégâts subis par l'électronique de bord. Un troisième écran est dédié à l'armement de bord, et permet de passer en revue chaque arme. Les deux sonars longue portée sont assez rudimentaires, mais il est possible de modifier leur rayon d'action.
Au maximum, il est possible d'emporter quatre armes : un canon principal, deux tourelles et un lance-torpilles. Les deux tourelles peuvent être gérées par l'ordinateur de bord pour tirer automatiquement. Par exemple, la tourelle supérieure peut tirer automatiquement sur les vaisseaux ennemis à portée, tandis que la tourelle inférieure tire sur les torpilles envoyées contre le joueur. Dans ce cas, le joueur ne dispose plus que du canon principal et du lance-torpilles pour attaquer les adversaires de front. Si nécessaire, il peut choisir momentanément de reconfigurer les tourelles pour qu'elles tirent sur la même cible que le canon principal (ce qui nécessite d'aligner l'adversaire au centre du viseur pour avoir le bon angle de tir). Les deux tourelles sont indépendantes et peuvent être configurées librement.
Le joueur a le choix de détruire ses adversaires, ou de les paralyser à l'aide d'armes IEM. De manière générale, il est préférable de détruire les adversaires plutôt que de les paralyser, car les ailiers n'utilisent pratiquement jamais d'armes IEM. Le choix des torpilles est vaste, et chaque modèle possède son propre mode de guidage (thermique, optique, sans guidage) et sa propre sensibilité aux perturbations extérieures (contre-mesures électroniques « buzzer », bruit ambiant, imperturbable).

### Vaisseaux
Le joueur a à sa disposition quatre vaisseaux :
- Hiob – un vaisseau lent et faible utilisé au début du jeu
- Gator – un vaisseau moyen utilisé jusqu'au milieu du jeu
- Zorn – un bombardier lourd
- Succubus – un bombardier nouvelle génération, développé avec des plans de l'EnTrOx, utilisé à la fin du jeu

## Accueil
| Notes de la presse spécialisée |        |
| GameRankings                   | 79,3 % |
| US AllGame                     | 4,5/5  |
| US GameSpot                    | 8,3/10 |
| FR PC Team                     | 91 %   |

(Du fait de l'ancienneté du jeu, peu de critiques sont aujourd'hui disponibles.) GameSpot insiste sur le côté lugubre de l'ambiance et sur la profondeur du jeu, même si certains objectifs de mission ne sont pas toujours clairs. La critique d'AllGame est plus enchantée, avec pour seul regret le peu d'originalité du scénario. Tous deux font l'éloge du système de combat, réaliste et dynamique.

## Postérité
L'univers d’Archimedean Dynasty sera réutilisé pour le développement d'une suite, 5 ans plus tard : AquaNox. Toutefois, le changement de cap de cet opus (jeu d'arcade et non de simulation) ne ravira pas la communauté des fans d’Archimedean Dynasty, qui attendaient un successeur dans la même veine.
En 2002, un groupe de programmeurs et de modeurs fondent Project Aqua, un portail de développement hébergé par SourceForge.net, dont l'objectif est de créer le successeur tant attendu, Archimedean Dynasty II. Les développeurs comptaient se baser sur le moteur 3D open source Irrlicht pour recréer le monde d'Aqua. Pour des raisons de copyright, ils n'avaient pas le droit de reprendre les noms, ni des protagonistes, ni des villes d'Aqua, ni de tout autre élément majeur du jeu (navires, armes, etc.). Toutefois, le projet a cessé de donner des nouvelles depuis août 2004.